# Arthur Ashe Stadium
Das Arthur Ashe Stadium ist das Hauptstadion (Center Court) des USTA Billie Jean King National Tennis Center im Flushing-Meadows-Park, New Yorker Stadtbezirk Queens, dem Austragungsort des Grand-Slam-Tennisturniers US Open.

## Geschichte
Die 1997 erbaute Anlage wurde nach dem US-amerikanischen Tennisspieler Arthur Ashe (1943–1993) benannt. Das Arthur Ashe Stadium ist das größte Tennisstadion der Welt. Der Court bietet 23.771 Zuschauern Platz.
Am 16. August 2013 veröffentlichte die USTA Pläne, die eine Dachkonstruktion für das Stadion vorsahen. Diese Umbaumaßnahmen haben 150 Mio. US-Dollar gekostet und wurden 2016 abgeschlossen. Das Dach lässt sich in 5:42 Minuten schließen. Zudem hat die E-Sport-Veranstaltung Fortnite World Cup im Juli 2019 im mit 19.000 Besuchern ausverkaufen Stadion stattgefunden.

## Weitere Tennisstadien im Flushing-Meadows-Park
- Das in den Jahren 2016 bis 2018 neugebaute Louis Armstrong Stadium war vor dem Arthur Ashe Stadium das Hauptstadion der Tennisanlage und ist heute das zweitgrößte Stadion im Park mit 14.053 Sitzplätzen.[1][6]
- Der 2016 eröffnete neue Grandstand ist das drittgrößte Stadion. Es bietet 8125 Sitzplätze.[7]

## Galerie

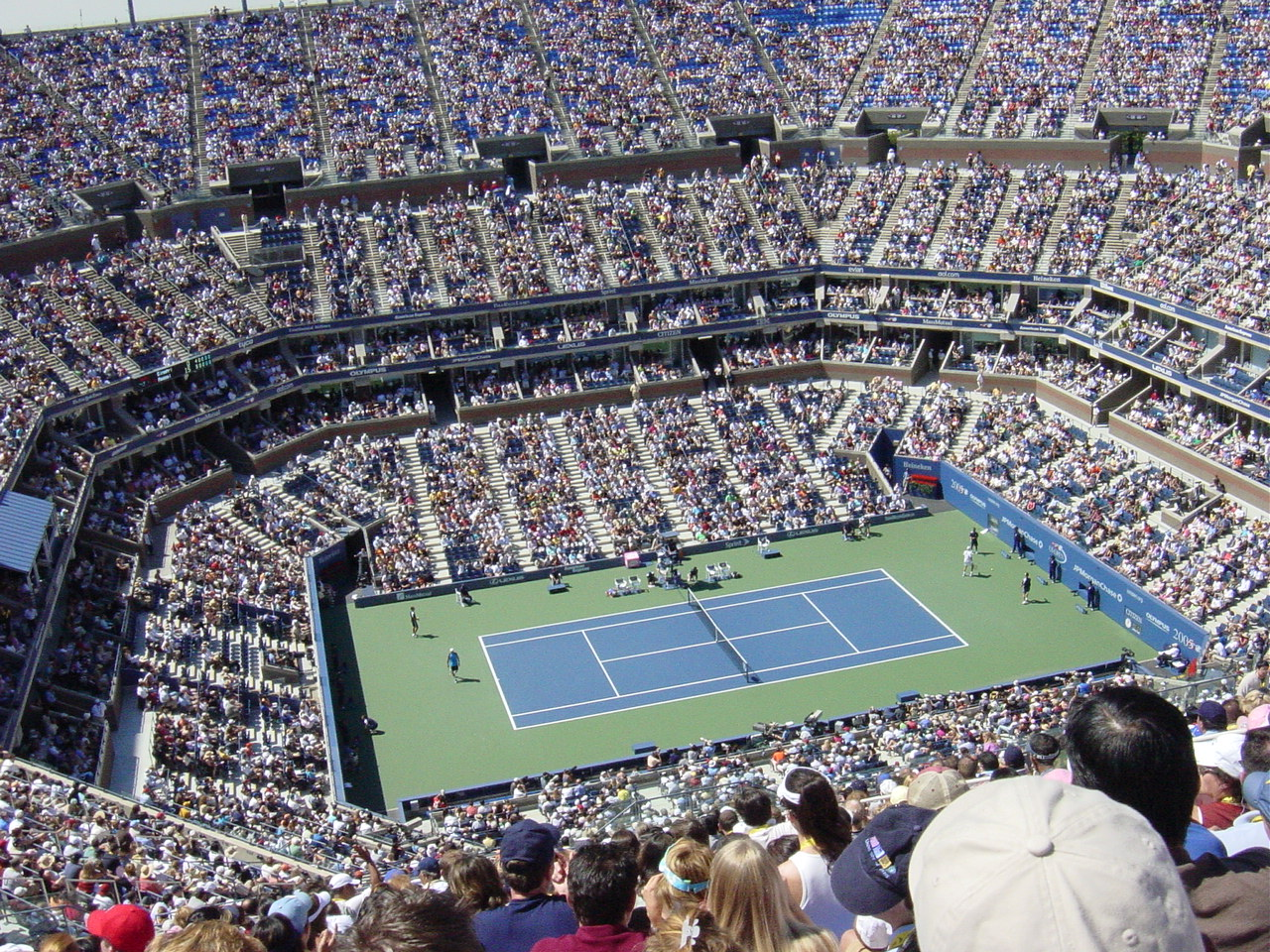
Innenansicht während der US Open 2005
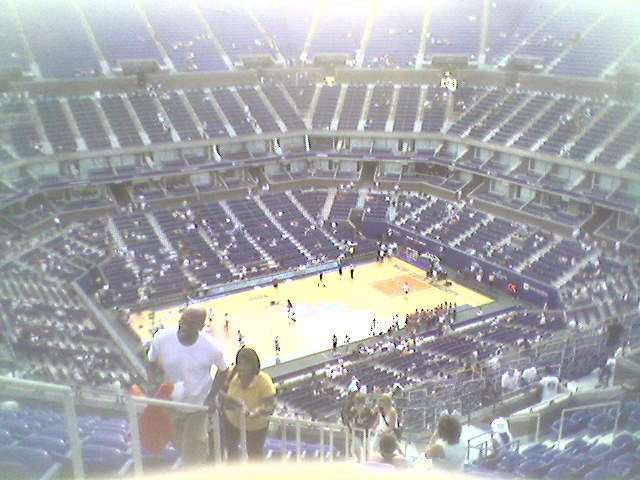
Ein Basketballspiel im Ashe Stadium zwischen New York Liberty und Indiana Fever der Women’s National Basketball Association am 19. Juli 2008
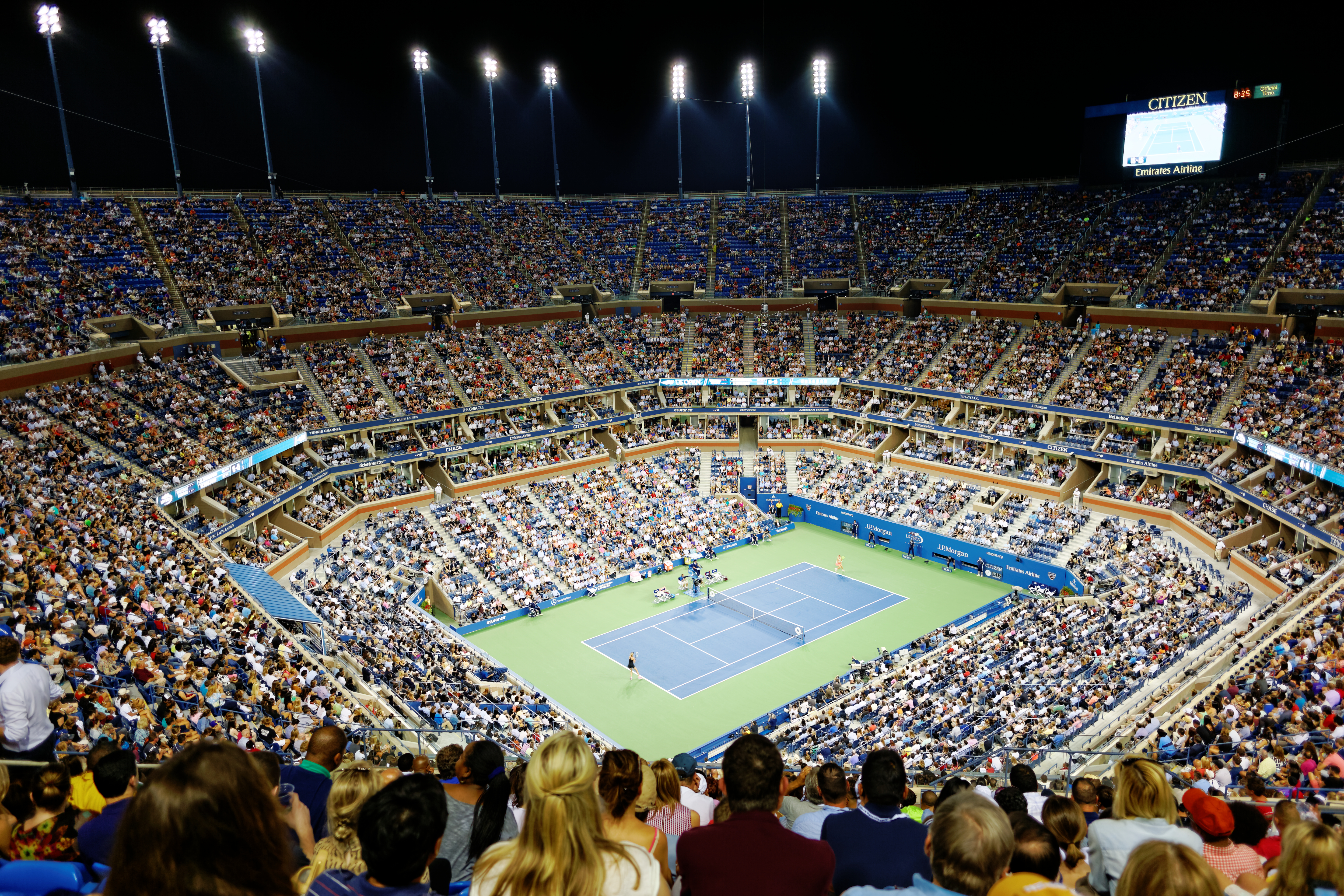
Abendveranstaltung im Arthur Ashe Stadium 2014
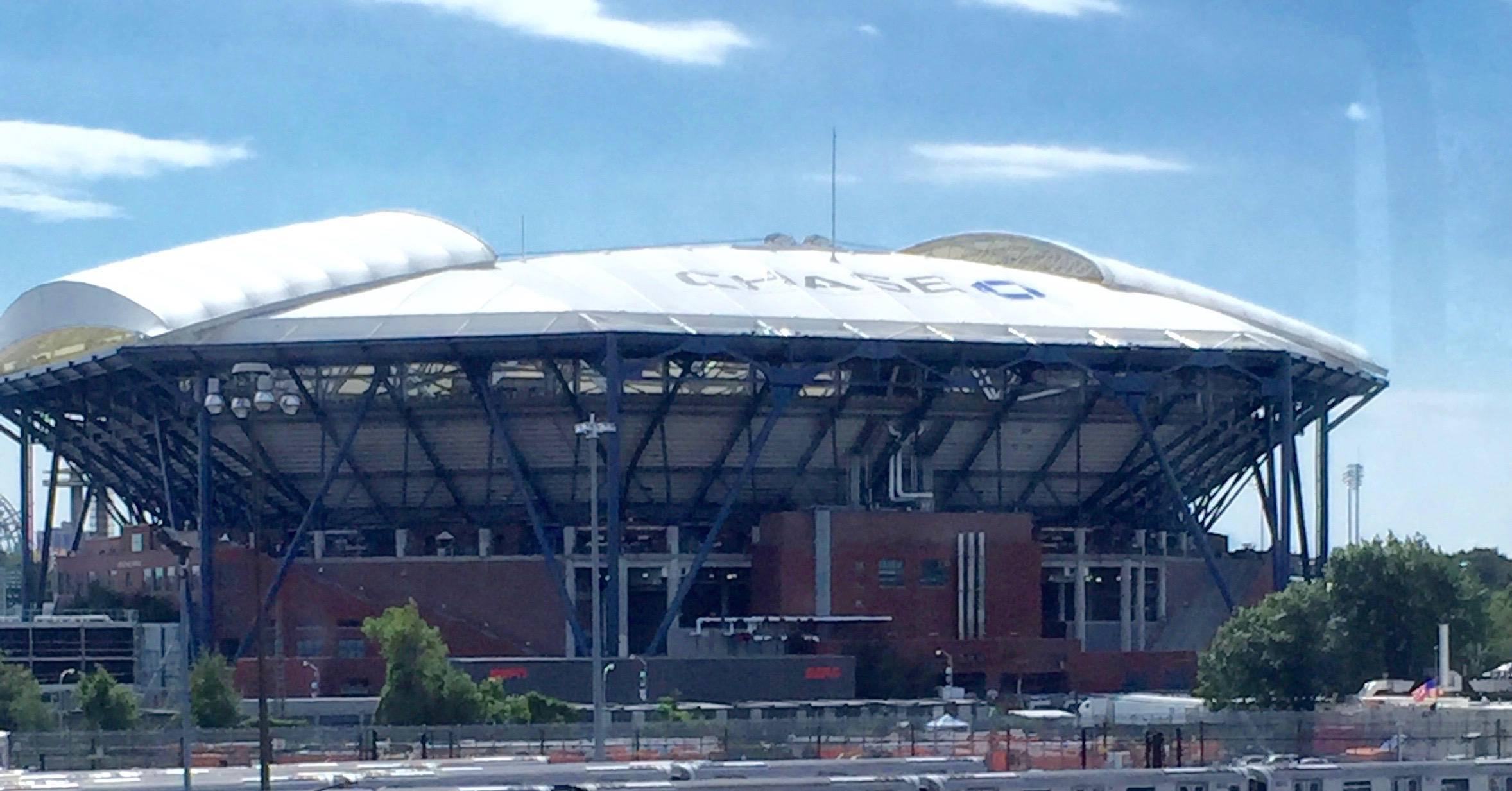
Außenansicht des Stadions (September 2016)
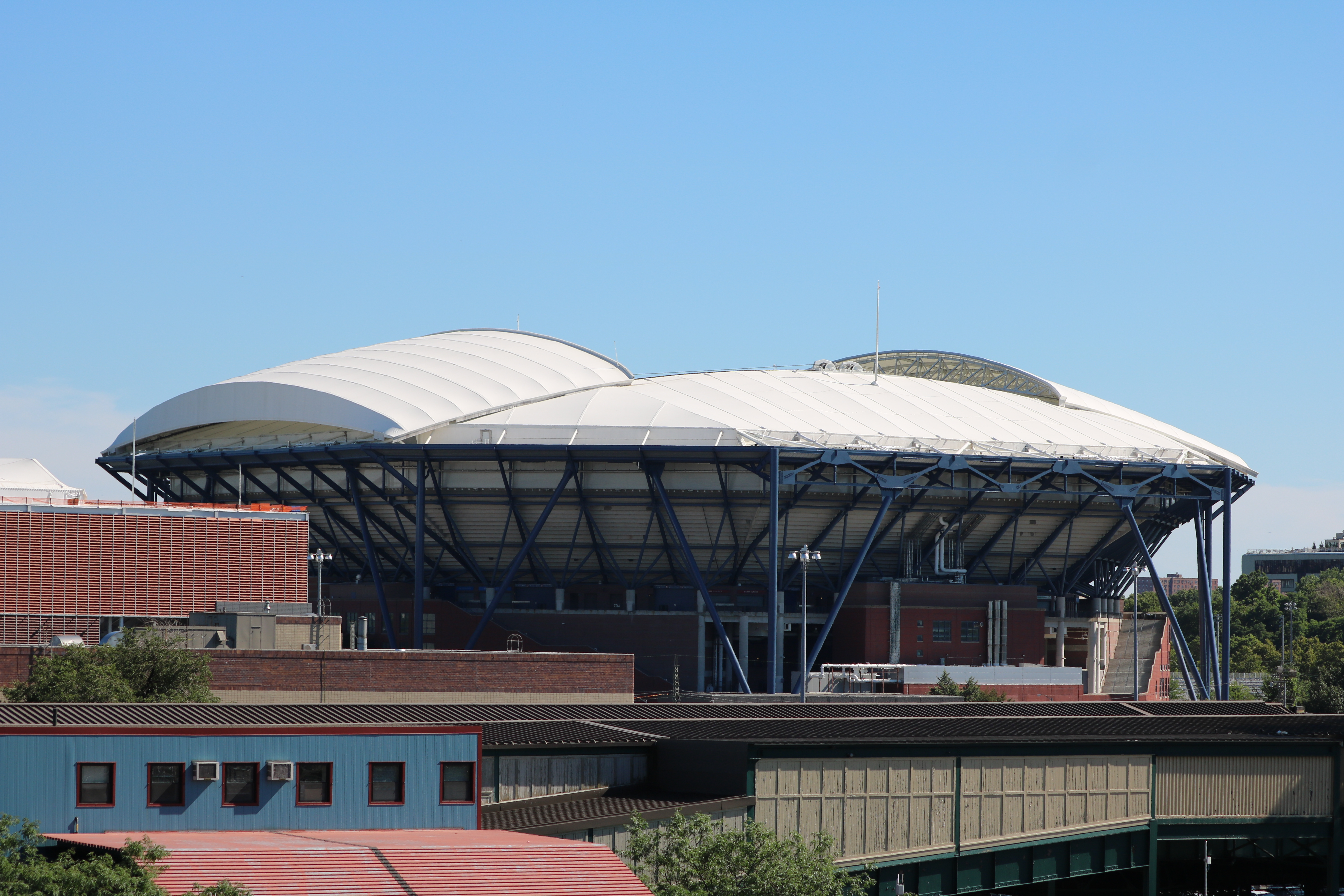
Mit geöffnetem Dach (2018)